# Catoblemma duporti
Catoblemma duporti är en fjärilsart som beskrevs av Joannis 1928. Catoblemma duporti ingår i släktet Catoblemma och familjen nattflyn. Inga underarter finns listade i Catalogue of Life.